# Pterolophia luzonica
Pterolophia luzonica är en skalbaggsart som beskrevs av Stefan von Breuning 1938. Pterolophia luzonica ingår i släktet Pterolophia och familjen långhorningar.
Artens utbredningsområde är Filippinerna. Inga underarter finns listade i Catalogue of Life.